# Super Dan
Super Dan (jap. 炎の闘球児 ドッジ弾平 Honō no tōkyūji: Dodge Danpei; wł. Magico Dan, super campione) – japoński serial anime wyemitowany w latach 1991–1992 w reżyserii Hiroshiego Sasagawy oparty na podstawie mangi napisanej przez Tetsuhiro Koshitę. 

## Fabuła
Dan (Danpei) jest synem Danjūrō Ichigekiego, mistrza gry dodgeball (rodzaj gry w dwa ognie). Po wykonaniu bardzo trudnych ćwiczeń, mimo młodego wieku udaje mu się zostać głównym filarem zespołu. Jego celem jest zostać mistrzem dodgeballa i jak ojciec odnieść zwycięstwo w międzynarodowym turnieju.

## Wersja polska
W Polsce serial był emitowany na kanale Polonia 1 (był jedną z najmłodszych anime w ramówce Polonii 1). Wersja transmitowana z polskim lektorem i włoskim dubbingiem w tle. Dwa odcinki nie zostały wyemitowane.
- Wersja polska: Polonia 1
- Tekst: Maciej Orkan-Łęcki
- Czytali: Henryk Pijanowski i Janusz Kozioł

## Dubbing włoski
- Veronica Pivetti – Dan (Danpei)
- Claudio Ridolfo – Luca
- Cristina Giolitti – Ivana (mama Dana)
- Federico Danti – ojciec Dana
- Diego Sabre – Walter
- Donatella Fanfani – Chicco
- Emanuela Pacotto – Emily
- Luca Semeraro – Mikey
- Nicola Bartolini Carrassi – Taylor
- Paolo Torrisi – Marco
- Pasquale Ruiu – Stefano

## Dubbing japoński
- Noriko Hidaka – Ichigeki Danpei  (Dan)
- Ayako Shiraishi – Tamakou/Hanada
- Hideyuki Umezu – Igarashi Tsuyoshi
- Kyôsei Tsukui – Hayami
- Rumiko Ukai – Ichigeki Haruka
- Shin'ichirô Miki – Hiura
- Toshihiko Seki – Nikaidou
- Chika Sakamoto – Kuroiwa Tatsuya
- Fumiko Shiraishi – Hanada
- Hidenari Ugaki – Hijitaka Masaru / Takayama Jun
- Hidetoshi Nakamura – Azuma
- Jun Nakahara – Rikuou Touma
- Jun’ichi Kanemaru   – Fuumi / Kazami Masaru / Takeda
- Kiyoyuki Yanada – Mikasa / Takeda Yuuichi
- Masako Nozawa – Chinnen Kobotoke
- Mitsuaki Hoshino – Ojciec Tatsuyi
- Satoko Kitô  – Todoh Misato
- Shigeru Nakahara  – Midou Arashi
- Tesshō Genda  – Ichigeki Tanjuroh
- Toshiharu Sakurai   – Osamu Ozaki / Todoh
- Toshiya Ueda   – Szef
- Akiko Suzuki  – Miura Tsutomu

## Lista odcinków
- 01. Wielka pasja (wł. Una grande passione)
- 02. Pierwszy sprawdzian Dana (wł. Il primo esame per Dan)
- 03. Trudny trening (wł. Un duro allenamento)
- 04. Wielki pojedynek (wł. La grande sfida)
- 05. Tajemniczy rywal (wł. Un misterioso rivale)
- 06. Rywale (wł. La squadra avversaria)
- 07. Pojedynek przyjaciół (wł. La sfida tra Chicco e Dan)
- 08. Feralne 7 metrów (wł. La paura dei sette metri)
- 09. Kontuzja (wł. Un piccolo infortunio)
- 10. Pierwszy mecz Dana (wł. La prima partita di Dan)
- 11. Mecz trwa (wł. La partita prosegue)
- 12. Pojedynek w deszczu (wł. Da solo sotto la pioggia)
- 13. Zacięta walka (wł. La gara ad oltranza)
- 14. Goście z daleka (wł. Una squadra venuta da lontano)
- 15. Super strzał (wł. Il colpo di scena)
- 16. Dodgeball kontra piłka nożna (wł. Dodgeball contro calcio)
- 17. Nauczka (wł. Una bella lezione)
- 18. Pożegnanie (wł. A presto, mio eterno rivale)
- 19. Nowy kolega (wł. Un nuovo compagno di scuola)
- 20. Pojedynek (wł. Duello a Super Dodgeball)
- 21. Sportowa przyjaźń (wł. Un amico per vincere)
- 22. Mecz na statku (wł. Super Dodgeball contro Football Americano)
- 23. Pożegnanie (wł. Arrivederci, ragazzi!)
- 24. Nowi Przeciwnicy (wł. I nuovi avversari)
- 25. Bezwzgledni Przeciwnicy (wł. I temibili avversari)
- 26. Powrót Taylora (wł. Il ritorno di Taylor)
- 27. Decydujacy Mecz (wł. La rinascita della squadra)
- 28. Trening Specjalny (wł. L'allenamento specjale)
- 29. Emocjonujacy Mecz (wł. Una partita emozionante)
- 30. Chwila Skupienia (wł. Un minuto di fuoco)
- 31. Przeciwnik Atakuje (wł. L'attacco degli avversari)
- 32. Marco w Akcji (wł. Il bolide di Marco)
- 33. Ostatni wysiłek (wł. Lo sforzo finale)
- 34. Mistrzowski strzał (wł. Il lancio vincente)
- 35. Nowy rywal (wł. Un nuovo rivale)
- 36. Nie płacz Chicco (wł. Non piangere Chicco)
- 37. Niezwyciężony przeciwnik (wł. Un avversario invincibile)
- 38. Wspaniały trener (wł. Ricordo di un allenatore)
- 39. Turniej (wł. Inizia il torneo)
- 40. Legendarny „Strzał Płomienia” (wł. Il leggendario Lancio di Fuoco)
- 41. Dyskwalifikacja Dana (wł. Dan viene espulso)
- 42. Strategia Pięciokąta (wł. La formazione Pentagonale)
- 43. Nie został wyemitowany w Polsce (wł. La finale)
- 44. Nie został wyemitowany w Polsce (wł. Il miracolo del Lancio di fuoco)
- 45. Tajemniczy zawodnik (wł. Il giocatore misterioso)
- 46. Decydujące starcie (wł. La sfida decisiva)
- 47. Ostateczna rozgrywka (wł. L'ultima sfida)